# Movies&Remixies 4
Movies&Remixies 4（ムービーズアンドリミキシーズフォー）は、SOUL'd OUTのリミックスアルバムである。2008年7月30日に発売された。

## 概要
- SOUL'd OUT4枚目となるリミックスアルバム。DVD『Tour 2008 “ATTITUDE”』と同時発売。
- 初回盤にはSOUL'd OUT特製ステッカー封入。また、『Tour 2008 “ATTITUDE”』とダブル購入者特典用応募券も封入されている。
- DISC 1がリミックスCD、DISC 2がDVDとなっている。DVDにはシングル5曲のPVを収録。

## 収録曲

### DISC 1
1. STEALTH 〜Nu Raver's Gravedigger Mix〜
2. PSYCHO TRAVEL
3. TONGUE TE TONGUE 〜EDGE-PLAYER REMIX〜
4. VOODOO KINGDOM 〜Wall5 Remix〜
5. GASOLINE 〜DJ Deckstream Remix〜
6. SHUFFLE DAYZ Pt.2 〜Nawata's Direct Sky Mix〜
7. Minneapolis Control
8. Widespread Panic 〜Low Jack Three Remix〜

### DISC 2
1. Starlight Destiny
2. GROWN KIDZ
3. MEGALOPOLIS PATROL
4. TONGUE TE TONGUE
5. COZMIC TRAVEL